# Championnats du monde de VTT et de trial 2009
Pour les articles homonymes, voir Trial (homonymie).
Navigation
Val di Sole 2008 Mont Sainte-Anne 2010
Les championnats du monde de VTT et de trial 2009 se déroulent à Canberra en Australie du 1er au 6 septembre 2009.

## Programme
| Cross country Mardi 1er septembre - 14:30 Relais mixte, 25,9 km Mercredi 2 septembre - 10:30 Femmes, juniors, 19,41 km - 14:00 Femmes, moins de 23 ans, 25,88 km Jeudi 3 septembre - 10:30 Hommes, juniors, 32,35 km Vendredi 4 septembre - 14:00 Hommes, moins de 23 ans, 38,82 km Samedi 5 septembre - 10:00 Femmes, élite, 32,35 km - 14:00 Hommes, élite, 45,29 km | Descente Dimanche 6 septembre - 10:30 Femmes, juniors, 2,1 km - 10:30 Hommes, juniors, 2,1 km - 12:45-13:45 Femmes, élite, 2,1 km - 13:45-15:45 Hommes, élite, 2,1 km | Four-cross Vendredi 4 septembre - 13:00 Femmes - 14:00 Hommes Trial Vendredi 4 septembre - 10:15-15:15 Femmes 20"/26" Samedi 5 septembre - 10:30-12:00 Hommes, juniors 20" - 14:30-16:00 Hommes, élite 20" Dimanche 6 septembre - 12:10-13:40 Hommes, juniors 26" - 13:50-12:20 Hommes, élite 26" |

## Médaillés

### Cross-country
| Épreuves                                    | Or                                                                               | Or              | Argent                                                           | Argent       | Bronze                                                                   | Bronze       |
| ------------------------------------------- | -------------------------------------------------------------------------------- | --------------- | ---------------------------------------------------------------- | ------------ | ------------------------------------------------------------------------ | ------------ |
| Hommes résultats détaillés                  | Nino Schurter Suisse                                                             | 2 h 04 min 39 s | Julien Absalon France                                            | + 3 s        | Florian Vogel Suisse                                                     | + 58 s       |
| Femmes résultats détaillés                  | Irina Kalentieva Russie                                                          | 1 h 43 min 20 s | Lene Byberg Norvège                                              | + 13 s       | Willow Koerber États-Unis                                                | + 52 s       |
| Hommes, moins de 23 ans résultats détaillés | Burry Stander Afrique du Sud                                                     | 1 h 47 min 26 s | Alexis Vuillermoz France                                         | + 1 min 21 s | Thomas Litscher Suisse                                                   | + 2 min 46 s |
| Femmes, moins de 23 ans résultats détaillés | Aleksandra Dawidowicz Pologne                                                    | 1 h 24 min 32 s | Alexandra Engen Suède                                            | + 1 min 13 s | Julie Bresset France                                                     | + 2 min 31 s |
| Hommes, juniors résultats détaillés         | Gerhard Kerschbaumer Italie                                                      | 1 h 31 min 01 s | Ricardo Marinheiro Portugal                                      | + 1 min 19 s | Reto Indergand Suisse                                                    | + 1 min 34 s |
| Femmes, juniors résultats détaillés         | Pauline Ferrand-Prévot France                                                    | 1 h 05 min 23 s | Michelle Hediger Suisse                                          | + 33 s       | Candice Neethling Afrique du Sud                                         | + 1 min 06 s |
| Relais mixte résultats détaillés            | Italie Marco Aurelio Fontana Gerhard Kerschbaumer Eva Lechner Cristian Cominelli | 1 h 14 min 02 s | Canada Raphaël Gagné Geoff Kabush Evan Guthrie Catharine Pendrel | + 6 s        | France Alexis Vuillermoz Cédric Ravanel Hugo Dréchou Cécile Rode Ravanel | + 8 s        |

### Descente
| Épreuves                            | Or                               | Or            | Argent                      | Argent   | Bronze                     | Bronze   |
| ----------------------------------- | -------------------------------- | ------------- | --------------------------- | -------- | -------------------------- | -------- |
| Hommes résultats détaillés          | Steve Peat Royaume-Uni           | 2 min 30 s 30 | Greg Minnaar Afrique du Sud | + 0 s 10 | Michael Hannah Australie   | + 0 s 70 |
| Femmes résultats détaillés          | Emmeline Ragot France            | 2 min 50 s 00 | Tracy Moseley Royaume-Uni   | + 2 s 50 | Kathleen Pruitt États-Unis | + 4 s 90 |
| Hommes, juniors résultats détaillés | Brook MacDonald Nouvelle-Zélande | 2 min 36 s 50 | Shaun O'Connor Australie    | + 1 s 20 | Danny Hart Royaume-Uni     | + 2 s 30 |
| Femmes, juniors résultats détaillés | Anaïs Pajot France               | 3 min 11 s 90 | Julie Berteaux France       | + 4 s 40 | Holly Baarspul Australie   | + 8 s 30 |

### Four Cross
| Épreuves                   | Or                          | Argent                  | Bronze                  |
| -------------------------- | --------------------------- | ----------------------- | ----------------------- |
| Hommes résultats détaillés | Jared Graves Australie      | Romain Saladini France  | Jakub Riha Tchéquie     |
| Femmes résultats détaillés | Caroline Buchanan Australie | Jill Kintner États-Unis | Melissa Buhl États-Unis |

### Trial
| Épreuves                                      | Or                            | Or       | Argent                        | Argent  | Bronze                       | Bronze   |
| --------------------------------------------- | ----------------------------- | -------- | ----------------------------- | ------- | ---------------------------- | -------- |
| Hommes 26 pouces résultats détaillés          | Gilles Coustellier France     | 14 pts   | Kenny Belaey Belgique         | 14 pts  | Vincent Hermance France      | 18 pts   |
| Hommes 20 pouces résultats détaillés          | Benito Ros Charral Espagne    | 19.5 pts | Rafal Kumorowski Pologne      | 33 pts  | Loris Braun Suisse           | 42 pts   |
| Femmes résultats détaillés                    | Karin Moor Suisse             | 4 pts    | Julie Pesenti France          | 9 pts   | Gemma Abant Condal Espagne   | 22 pts   |
| Hommes, juniors 26 pouces résultats détaillés | Joe Oakley Royaume-Uni        | 33 pts   | Abel Mustieles Garcia Espagne | 35 pts  | Rafael Tibau Roura Espagne   | 37.5 pts |
| Hommes, juniors 20 pouces résultats détaillés | Abel Mustieles Garcia Espagne | 24 pts   | Ion Areitio Espagne           | 31 pts  | Roderique Timellini Belgique | 34 pts   |
| Par équipes                                   | Espagne                       | 490 pts  | France                        | 470 pts | Belgique                     | 444 pts  |

## Résultats détaillés

### Cross-country

#### Hommes
| Pos | Pays       | Cycliste               | Temps           |
| --- | ---------- | ---------------------- | --------------- |
| 1   | Suisse     | Nino Schurter          | 2 h 04 min 39 s |
| 2   | France     | Julien Absalon         | + 3 s           |
| 3   | Suisse     | Florian Vogel          | + 58 s          |
| 4   | Espagne    | José Antonio Hermida   | + 58 s          |
| 5   | Canada     | Geoff Kabush           | + 2 min 04 s    |
| 6   | France     | Cédric Ravanel         | + 2 min 35 s    |
| 7   | France     | Jean-Christophe Péraud | + 2 min 59 s    |
| 8   | États-Unis | Todd Wells             | + 3 min 06 s    |

#### Femmes
| Pos | Pays       | Cycliste            | Temps           |
| --- | ---------- | ------------------- | --------------- |
| 1   | Russie     | Irina Kalentieva    | 1 h 43 min 20 s |
| 2   | Norvège    | Lene Byberg         | + 13 s          |
| 3   | États-Unis | Willow Koerber      | + 52 s          |
| 4   | Allemagne  | Sabine Spitz        | + 1 min 30 s    |
| 5   | Pologne    | Anna Szafraniec     | + 1 min 37 s    |
| 6   | Canada     | Catharine Pendrel   | + 2 min 36 s    |
| 7   | France     | Cécile Rode Ravanel | + 3 min 07 s    |
| 8   | Suisse     | Esther Süss         | + 3 min 40 s    |

#### Hommes, moins de 23 ans

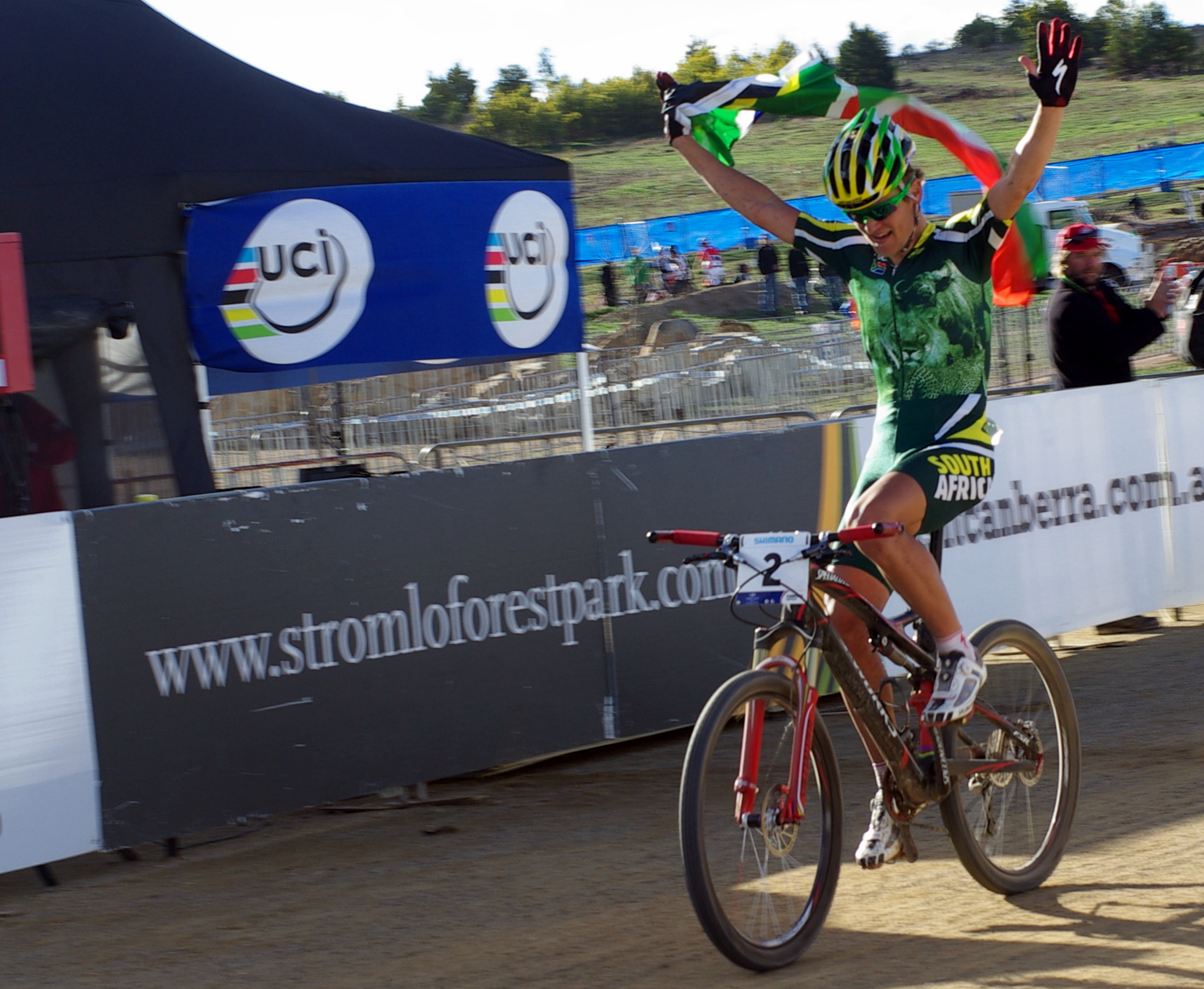
Burry Stander franchissant la ligne d'arrivée

| Pos | Pays           | Cycliste          | Temps           |
| --- | -------------- | ----------------- | --------------- |
| 1   | Afrique du Sud | Burry Stander     | 1 h 47 min 26 s |
| 2   | France         | Alexis Vuillermoz | + 1 min 21 s    |
| 3   | Suisse         | Thomas Litscher   | + 2 min 46 s    |
| 4   | Slovaquie      | Peter Sagan       | + 4 min 15 s    |
| 5   | Pologne        | Marek Konwa       | + 4 min 45 s    |
| 6   | France         | Guillaume Vinit   | + 4 min 59 s    |
| 7   | Suède          | Matthias Wengelin | + 5 min 14 s    |
| 8   | Suisse         | Fabian Giger      | + 5 min 32 s    |

#### Femmes, moins de 23 ans
| Pos | Pays        | Cycliste              | Temps           |
| --- | ----------- | --------------------- | --------------- |
| 1   | Pologne     | Aleksandra Dawidowicz | 1 h 24 min 32 s |
| 2   | Suède       | Alexandra Engen       | + 1 min 13 s    |
| 3   | France      | Julie Bresset         | + 2 min 31 s    |
| 4   | Suisse      | Kathrin Stirnemann    | + 4 min 03 s    |
| 5   | Royaume-Uni | Annie Last            | + 4 min 16 s    |
| 6   | Hongrie     | Barbara Benko         | + 4 min 35 s    |
| 7   | Pologne     | Paula Gorycka         | + 5 min 13 s    |
| 8   | Suisse      | Vivianne Meyer        | + 5 min 31 s    |

#### Hommes, juniors
| Pos | Pays      | Cycliste             | Temps           |
| --- | --------- | -------------------- | --------------- |
| 1   | Italie    | Gerhard Kerschbaumer | 1 h 31 min 01 s |
| 2   | Portugal  | Ricardo Marinheiro   | + 1 min 19 s    |
| 3   | Suisse    | Reto Indergand       | + 1 min 34 s    |
| 4   | Suisse    | Matthias Stirnemann  | + 1 min 38 s    |
| 5   | Suède     | Tobias Ludvigsson    | + 3 min 19 s    |
| 6   | France    | Hugo Drechou         | + 3 min 32 s    |
| 7   | Allemagne | Julian Schelb        | + 3 min 38 s    |
| 8   | Italie    | Luca Braidot         | + 3 min 38 s    |

#### Femmes, juniors
| Pos | Pays           | Cycliste               | Temps           |
| --- | -------------- | ---------------------- | --------------- |
| 1   | France         | Pauline Ferrand-Prévot | 1 h 05 min 23 s |
| 2   | Suisse         | Michelle Hediger       | + 33 s          |
| 3   | Afrique du Sud | Candice Neethling      | + 1 min 06 s    |
| 4   | Allemagne      | Helen Grobert          | + 3 min 08 s    |
| 5   | Israël         | Noga Korem             | + 3 min 23 s    |
| 6   | Belgique       | Elise Marchal          | + 4 min 25 s    |
| 7   | Australie      | Rebecca Henderson      | + 4 min 47 s    |
| 8   | Suisse         | Vania Schumacher       | + 4 min 57 s    |

#### Relais mixte
| Pos | Pays        | Cycliste                                                                  | Temps           |
| --- | ----------- | ------------------------------------------------------------------------- | --------------- |
| 1   | Italie      | Marco Aurelio Fontana Gerhard Kerschbaumer Eva Lechner Cristian Cominelli | 1 h 14 min 02 s |
| 2   | Canada      | Raphaël Gagné Geoff Kabush Evan Guthrie Catharine Pendrel                 | + 6 s           |
| 3   | France      | Alexis Vuillermoz Cédric Ravanel Hugo Drechou Cécile Rode Ravanel         | + 8 s           |
| 4   | Suède       | Emil Lindgren Tobias Ludvigsson Alexandra Engen Matthias Wengelin         | + 54 s          |
| 5   | Suisse      | Florian Vogel Matthias Stirnemann Nathalie Schneitter Fabian Giger        | + 1 min 00 s    |
| 6   | Pays-Bas    | Irjan Luttenberg Michiel van der Heijden Laura Turpijn Jelmer Pietersma   | + 3 min 00 s    |
| 7   | Allemagne   | Moritz Milatz Martin Gluth Markus Bauer Sabine Spitz                      | + 3 min 04 s    |
| 8   | Tchéquie    | Jaroslav Kulhavý Jan Nesvadba Pavla Havlíková Lukas Sablik                | + 3 min 24 s    |
| 9   | Royaume-Uni | Liam Killeen Kenta Gallagher Annie Last David Fletcher                    | + 3 min 25 s    |
| 10  | Belgique    | Sven Nys Tom Meeusen Ruben Scheire Sanne Cant                             | + 3 min 29 s    |

### Descente

#### Hommes
| Pos | Pays             | Cycliste       |                 |
| --- | ---------------- | -------------- | --------------- |
| 1   | Royaume-Uni      | Steve Peat     | 2 h 30 min 33 s |
| 2   | Afrique du Sud   | Greg Minnaar   | + 0 s 05        |
| 3   | Australie        | Michael Hannah | + 0 s 69        |
| 4   | France           | Fabien Barel   | + 0 s 84        |
| 5   | Australie        | Samuel Hill    | + 2 s 71        |
| 6   | Royaume-Uni      | Gee Atherton   | + 3 s 92        |
| 7   | Australie        | Nathan Rennie  | + 3 s 98        |
| 8   | Nouvelle-Zélande | Justin Leov    | + 3 s 99        |

#### Femmes
| Pos | Pays        | Cycliste        |               |
| --- | ----------- | --------------- | ------------- |
| 1   | France      | Emmeline Ragot  | 2 min 50 s 05 |
| 2   | Royaume-Uni | Tracy Moseley   | + 2 s 49      |
| 3   | États-Unis  | Kathleen Pruitt | + 4 s 84      |
| 4   | Royaume-Uni | Fionn Griffiths | + 8 s 74      |
| 5   | France      | Floriane Pugin  | + 7 s 39      |
| 6   | Canada      | Claire Buchar   | + 9 s 37      |
| 7   | Canada      | Micayla Gatto   | + 9 s 39      |
| 8   | Japon       | Mio Suemasa     | + 9 s 51      |

#### Hommes, juniors
| Pos | Pays             | Cycliste         |               |
| --- | ---------------- | ---------------- | ------------- |
| 1   | Nouvelle-Zélande | Brook MacDonald  | 2 min 36 s 49 |
| 2   | Australie        | Shaun O'Connor   | + 1 s 18      |
| 3   | Royaume-Uni      | Danny Hart       | + 2 s 27      |
| 4   | Australie        | Rhys Willemse    | + 2 s 82      |
| 5   | Royaume-Uni      | Bernard Kerr     | + 3 s 84      |
| 6   | Royaume-Uni      | Harry Heath      | + 4 s 70      |
| 7   | Nouvelle-Zélande | George Drannigan | + 5 s 48      |
| 8   | Nouvelle-Zélande | Daniel Heads     | + 6 s 40      |

#### Femmes, juniors
| Pos | Pays             | Cycliste              |  |
| --- | ---------------- | --------------------- |  |
| 1   | France           | Anaïs Pajot           |  |
| 2   | France           | Julie Berteaux        |  |
| 3   | Australie        | Holly Baarspul        |  |
| 4   | Italie           | Alia Marcellini       |  |
| 5   | Nouvelle-Zélande | Georgia Wight         |  |
| 6   | France           | Fanny Lombard         |  |
| 7   | Allemagne        | Leoni-Caro Dickerhoff |  |

### Four Cross

#### Hommes
| Pos | Pays       | Cycliste                     |
| --- | ---------- | ---------------------------- |
| 1   | Australie  | Jared Graves                 |
| 2   | France     | Romain Saladini              |
| 3   | Tchéquie   | Jakub Riha                   |
| 4   | Espagne    | Rafael Alvarez de Lara Lucas |
| 5   | Tchéquie   | Tomáš Slavík                 |
| 6   | Pays-Bas   | Joost Wichman                |
| 7   | Suisse     | David Graf                   |
| 8   | États-Unis | Blake Carney                 |

#### Femmes
| Pos | Pays       | Cycliste          |
| --- | ---------- | ----------------- |
| 1   | Australie  | Caroline Buchanan |
| 2   | États-Unis | Jill Kintner      |
| 3   | États-Unis | Melissa Buhl      |
| 4   | Autriche   | Anita Molcik      |
| 5   | Pays-Bas   | Anneke Beerten    |
| 6   | Japon      | Mio Suemasa       |
| 7   | Australie  | Sarsha Huntington |
| 8   | Hongrie    | Julia Boer        |

### Trial

#### Hommes 26 pouces
| Pos | Pays        | Cycliste           | Pts      |
| --- | ----------- | ------------------ | -------- |
| 1   | France      | Gilles Coustellier | 14 (4x0) |
| 2   | Belgique    | Kenny Belaey       | 14 (3x0) |
| 3   | France      | Vincent Hermance   | 18       |
| 4   | France      | Marc Caisso        | 40       |
| 5   | Royaume-Uni | Ben Slinger        | 43       |
| 6   | France      | Aurélien Fontenoy  | 48 (2x1) |
| 7   | Espagne     | Benito Ros Charral | 48 (1x1) |
| 8   | Australie   | Joe Brewer         | 51       |

#### Hommes 20 pouces
| Pos | Pays      | Cycliste           | Pts      |
| --- | --------- | ------------------ | -------- |
| 1   | Espagne   | Benito Ros Charral | 19,5     |
| 2   | Pologne   | Rafal Kumorowski   | 33       |
| 3   | Suisse    | Loris Braun        | 42       |
| 4   | Espagne   | Carles Diaz Codina | 47       |
| 5   | Pays-Bas  | Rick Koekoek       | 49 (2x3) |
| 6   | Suisse    | Sebastian Honegger | 49 (1x3) |
| 7   | Allemagne | Sebastian Hoffmann | 51       |
| 8   | Belgique  | Kenny Belaey       | 56       |

#### Femmes
| Pos | Pays      | Cycliste            | Pts |
| --- | --------- | ------------------- | --- |
| 1   | Suisse    | Karin Moor          | 4   |
| 2   | France    | Julie Pesenti       | 9   |
| 3   | Espagne   | Gemma Abant Condal  | 22  |
| 4   | Australie | Janine Jungfels     | 28  |
| 5   | Espagne   | Mireia Abant Condal | 31  |
| 6   | Pologne   | Sonia Klich         | 49  |
| 7   | Allemagne | Elisa Brieden       | 66  |

#### Hommes, juniors 26 pouces
| Pos | Pays        | Cycliste              | Pts  |
| --- | ----------- | --------------------- | ---- |
| 1   | Royaume-Uni | Joe Oakley            | 33   |
| 2   | Espagne     | Abel Mustieles Garcia | 35   |
| 3   | Espagne     | Rafael Tibau Roura    | 37,5 |
| 4   | France      | Kevin Aglae           | 44   |
| 5   | France      | Marius Merger         | 47   |
| 6   | Belgique    | Gil Alkema            | 49   |
| 7   | Belgique    | Nicolas Massart       | 49,5 |
| 8   | France      | Anthony Grenier       | 63   |

#### Hommes, juniors 20 pouces
| Pos | Pays      | Cycliste              | Pts      |
| --- | --------- | --------------------- | -------- |
| 1   | Espagne   | Abel Mustieles Garcia | 24       |
| 2   | Espagne   | Ion Areitio           | 31       |
| 3   | Belgique  | Roderique Timellini   | 34       |
| 4   | France    | Kevin Aglae           | 40       |
| 5   | Belgique  | Gil Alkema            | 42       |
| 6   | Pologne   | Filip Mrugala         | 48       |
| 7   | Allemagne | Heiko Lehmann         | 53 (2x2) |
| 8   | France    | Marius Merger         | 53 (1x2) |

## Tableau des médailles
| Rang  | Nation           | Or | Argent | Bronze | Total |
| ----- | ---------------- | -- | ------ | ------ | ----- |
| 1     | France           | 4  | 6      | 3      | 13    |
| 2     | Espagne          | 3  | 2      | 2      | 7     |
| 3     | Suisse           | 2  | 1      | 4      | 7     |
| 4     | Australie        | 2  | 1      | 2      | 5     |
| 5     | Royaume-Uni      | 2  | 1      | 1      | 4     |
| 6     | Italie           | 2  | 0      | 0      | 2     |
| 7     | Afrique du Sud   | 1  | 1      | 1      | 3     |
| 8     | Pologne          | 1  | 1      | 0      | 2     |
| 9     | Nouvelle-Zélande | 1  | 0      | 0      | 1     |
|       | Russie           | 1  | 0      | 0      | 1     |
| 11    | États-Unis       | 0  | 1      | 3      | 4     |
| 12    | Belgique         | 0  | 1      | 2      | 3     |
| 13    | Canada           | 0  | 1      | 0      | 1     |
|       | Norvège          | 0  | 1      | 0      | 1     |
|       | Portugal         | 0  | 1      | 0      | 1     |
|       | Suède            | 0  | 1      | 0      | 1     |
| 17    | Tchéquie         | 0  | 0      | 1      | 1     |
| Total | Total            | 19 | 19     | 19     | 57    |